# Erik Knutson
Knut Erik Knutson, född 9 december 1882 i Varberg, död 7 juli 1959 i Göteborg, var en svensk läkare.
Erik Knutsson var son till fabrikören Aron Knutson. Efter mogenhetsexamen vid Halmstads högre allmänna läroverk 1901 blev han student vid Lunds universitet och avlade mediko-filosofisk examen där 1903, en medicine kandidatexamen 1906 och en medicine licentiatexamen 1912. Knutson blev 1913 amanuens vid kirurgiska avdelningen på Sabbatsbergs sjukhus, 1914 amanuens vid Serafimerlasarettets poliklinik för öron-, näs- och halssjukdomar, 1915 amanuens vid kliniken för öron-, näs- och halssjukdomar vid Sabbatsbergs sjukhus och senare samma år amanuens vid Sahlgrenska sjukhusets avdelning för öron-, näs- och halssjukdomar. 1916 blev han avdelningsläkare vid Sahlgrenska sjukhuset och var 1933–1947 överläkare där. Erik Knutson blev 1953 medicine hedersdoktor vid Göteborgs högskola.